# Mattias Nylund
Jakob Mattias Nylund (Sundsvall, 23 settembre 1980) è un ex calciatore e allenatore di calcio svedese, di ruolo difensore.

## Carriera

### Club
Nylund iniziò la carriera nel GIF Sundsvall, per poi giocare in prestito negli austriaci del Ried, nel Timrå e nell'AIK.
Passò poi ai norvegesi dello Aalesund, club militante in Adeccoligaen. Debuttò in squadra il 9 aprile 2006, schierato titolare nel successo per 2-1 sul Tromsdalen. Contribuì alla promozione della squadra nella Tippeligaen. Il 15 aprile 2007 giocò allora il primo incontro nella massima divisione, quando subentrò ad Erlend Holm nella sconfitta per 3-0 sul campo del Sandefjord.
Nel 2008 tornò in patria, accordandosi con il Trelleborg. Esordì in squadra, nella Allsvenskan, il 31 marzo, quando il Trelleborg fu sconfitto per 1-0 dallo Örebro. Nel 2010, tornò al GIF Sundsvall.
Nel 2011, visti anche i problemi al ginocchio infortunato in precedenza in carriera, iniziò l'attività di allenatore pur continuando a giocare livello dilettantistico all'Östavalls IF, dove suo fratello allenava.

### Nazionale
Nylund giocò una partita per la Svezia, nel 2005.